# Adriano Magi-Braschi
Adriano Giulio Cesare Magi-Braschi (Genova, 23 settembre 1917 – Bracciano, 22 maggio 1995) è stato un generale italiano.
Per un breve periodo (ante 1967) lavorò nel Sifar, il suo nome è apparso in molte ricostruzioni dei fatti che caratterizzarono la "strategia della tensione".
Discendente dall'omonima nobile famiglia napoletana, ha dedicato la vita alla carriera militare.

## La carriera militare

### La seconda guerra mondiale
Durante la seconda guerra mondiale ha combattuto in Unione Sovietica.
Il 24 agosto 1942 partecipò alla carica di Isbuscenskij in qualità di tenente di complemento di artiglieria, sottocomandante di batteria delle Voloire, accanto al Savoia Cavalleria, meritandosi la medaglia d'argento al valor militare, la promozione a capitano per meriti di guerra ed il passaggio in SPE (Servizio permanente effettivo) nel Reggimento di artiglieria a cavallo Voloire.

### Il dopoguerra
Promosso maggiore, passò al Sifar come collaboratore del futuro generale De Lorenzo, specializzandosi poi nel settore della "guerriglia" e "controguerriglia" psicologica con un breve periodo di studio in Vietnam del Sud.
Successivamente, con il grado di colonnello comandante, nel giugno del 1968 divenne Comandante del Secondo Reparto Corsi della Scuola di Artiglieria di Bracciano (Artiglieria Semovente). Nel 1970-71 era Comandante del Reggimento di Artiglieria a cavallo (Voloire) presso la caserma Santa Barbara di Milano

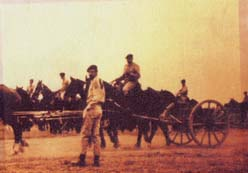
1969 - Le Batterie a Cavallo "Voloire" in esercitazione a Monte Romano

Dopo tale esperienza di comando, durata pochi anni, viene nominato addetto militare presso l'ambasciata d'Italia a Nuova Delhi, in India, dove era ambasciatore l'eroe di guerra Amedeo Guillet (detto il Comandante Diavolo) e dove conclude la sua carriera militare col grado di generale di corpo d'armata.

## La specializzazione scientifica
Laureatosi in Germania in Psicologia sociale, si è poi specializzato in Francia nell'analisi dell'opinione pubblica. Per questo è considerato uno dei pionieri della "demodoxalogia" , materia che negli anni sessanta venne chiamato ad insegnare da Federico Augusto Perini-Bembo nell'università statale di Perugia.
Adriano Magi-Braschi ha maturato nel tempo l'esperienza e la conoscenza delle tecniche legate alle cosiddette Open Sources Intelligence, cioè alla capacità di assumere dati ed informazioni specialistiche da fonti "aperte" come giornali, TV, mass media in genere o notizie di basso profilo indicative di specificità più complesse.
È deceduto il 22 maggio 1995 a Bracciano (Roma) nel suo casale alle Coste, dopo una lunga malattia, col grado di generale di corpo d'armata.

## Il ruolo nella strategia della tensione
Il nome di Magi-Braschi è stato accostato ai servizi segreti (in cui operò ai tempi del gen. De Lorenzo) e alle successive deviazioni.
Egli fu tra i partecipanti ad un convegno, tenutosi all'Hotel Parco dei Principi di Roma dal 3 al 5 maggio 1965 ed organizzato dall'Istituto di storia militare "Alberto Pollio" durante il quale si discusse anche di Nuclei per la Difesa dello Stato, connessi agli accordi NATO derivanti dai "patti di Yalta" alla fine della II G.M. Durante tale convegno egli avrebbe esposto talune teorie strategiche che ipotizzavano la partecipazione attiva dei civili, unitamente ai militari, nelle eventuali future guerre "non ortodosse"..
La creazione dei Nuclei per la Difesa dello Stato è la realizzazione di un obiettivo del convegno. Il generale Aloia darà l'avvio alla loro costituzione ed un suo fedele, il colonnello Adriano Magi Braschi, ne curerà l'attuazione. Magi Braschi, a lungo distaccato presso il Sifar, appartiene alla cellula veneta di Ordine Nuovo ed inserisce gli ordinovisti nel corpo misto di civili e militari dei Nuclei di difesa dello Stato. Sull'attuazione della nuova struttura giunge "l'appoggio esplicito dei vertici militari americani".